# Corne postérieure
 (janvier 2013).
Si vous disposez d'ouvrages ou d'articles de référence ou si vous connaissez des sites web de qualité traitant du thème abordé ici, merci de compléter l'article en donnant les références utiles à sa vérifiabilité et en les liant à la section « Notes et références ».

Coupe transversale de la moelle épinière

La corne postérieure (posterior cornu selon la nomenclature latine), encore appelée colonne postérieure ou corne dorsale est la partie postérieure de la substance grise de la moelle épinière.
Cette structure paire contient principalement les corps cellulaires des seconds neurones sensibles (ou deutoneurones) qui assurent la réception des informations extéroceptives (sensations au niveau du derme cutané entre autres), proprioceptives (des muscles squelettiques par exemple) et intéroceptives (viscères). Sur une coupe transversale de la moelle, les cornes postérieures ont une forme effilée. La partie antérieure est appelée la base, la partie intermédiaire est le col et la partie postérieure la tête, mais il n'y a pas de nette séparation entre les trois. Elles sont séparées de la surface de la moelle par une épaisseur de substance blanche composée des faisceaux constitutifs des racines postérieures.